# NHK高校講座 数学基礎
NHK高校講座 数学基礎（エヌエイチケイこうこうこうざ すうがくきそ）は、NHKで2003年4月から2013年3月まで放送されていた『NHK高校講座』授業放送。

## 概要
2003年施行の高等学校学習指導要領改訂により設定された数学教科の科目「数学基礎」に対応した番組で、2003年度から2005年度までラジオ、2006年度から2012年度までテレビで放送された。
課題への取り組みは講師秋山仁のモットー「おもしろくなければ数学じゃない!」に基づき、模型を多用した解説が行われ、それらは理解を助けると共に課題の本質部分を端的に表す場合がある。放送の第1回目「数学と楽しくつきあうには?」で示された「数学の考え方」と題した16の項目は、解決の手がかりとして年間の放送を通して使用される。番組内容は、学習教材『数学基礎』（東京書籍）の内容に沿った数学の解説が主であるが、テレビ講座「和希沙也の数学みつけた」のコーナーでは数学に関するより身近な話題を紹介している。
その後の学習指導要領改訂で科目自体が消滅したため終了となった。

## ラジオ講座
NHK番組表検索結果による出典
放送期間
- 2003年4月9日 - 2006年3月30日

出演者
- 講師：秋山仁

放送時間
- NHKラジオ第2 水・木曜10:40-11:00

## テレビ講座
NHK保存番組検索結果による出典

### 放送時間
NHK教育テレビ 隔週木曜15:00 - 15:30

### 出演者
2006年度版（再放送：2007年度 - 2009年度）
- 講師 : 秋山仁（東海大学教育開発研究所教授）
- 聞き手 : 鉢嶺杏奈、フォーンクルック幹治
- ナレーション : 昌子洋子

2010年度版（再放送：2011年度 - 2012年度）
- 講師 : 秋山仁（東海大学教育開発研究所教授）
- 聞き手 : 和希沙也
- ナレーション :安達忍

### 放送履歴

#### 2006年度 - 2009年度
第1回  数の表し方
10進数, 60進数, 2進数,誤り訂正符号
第2回  倍数の見分け方
倍数の見分け方(2/5/4/9/3), 九去法, バーコード
第3回  遊びの中の数学
あみだくじを使ったカードマジック, あみだくじの作り方, あみだくじと置換, 規則を探して選んだカードを当てる
第4回  数理ゲーム必勝法
逆思考法, 線対称, 周期性を見つけてゲームに勝つ
第5回  文字と方程式
円錐曲線, 文字式の有用性（一般化, 複雑な計算の回避, 思考の簡略化）, 連立方程式
第6回  ピタゴラスの定理(1) 証明
ピタゴラスの定理を面積 で証明, ピタゴラスの定理の逆
第7回  ピタゴラスの定理(2) 応用
ピタゴラスの定理でノートの比率を調べる, ピタゴラスの定理でピザの大きさを比較, ピタゴラスの定理のバリエーション, 円積問題
第8回  整数の和
三角数, 四角数, ピタゴラスの数
第9回  測り方の工夫
相似, GPS
第10回  幅が一定の図形
定幅図形, ルーローの多角形, 丸みを帯びた定幅図形, 定幅図形の周の長さと面積
第11回  折り方の数理
四角形の二重折り, 六角形の二重折り, ミウラ折り, 一直線切り
第12回  利息のしくみとローン
百分率, 元金・利息・元利合計, 単利と複利, 元利均等返済
第13回  道の面積
ジグザグの道の面積, 曲がった道の面積, 円の面積, パイプラインの体積
第14回  統計(1) データの見方
データの整理, 度数分布表, 階級, ヒストグラム, 散布図, 相関
第15回  統計(2) データの分析
代表値, 分散, 標準偏差
第16回  統計(3) 比率の推定
比率の推定, 全数調査・標本調査
第17回  情報の視覚化（2007年度 - 2009年度は3学期に放送）
一筆書き, スケジュールの組み方, 四色定理
第18回  効率的な手順
独立した仕事の手順, 手順に制約のある仕事, 馬の移送問題
第19回  芸術と数学
パルテノン神殿, 黄金比, 正四面体の展開図, 転がしはんこ
第20回  音楽と数学
リズム, ボサノバ, ルンバ, メロディー, オクターブ, ハーモニー, 和音
第21回  職人の知恵（2006年度のみ放送）
包みの知恵, 結びの知恵, 石屋の知恵, 直方体の対角線, 大工の知恵, 曲尺, 酒屋の知恵

#### 2010年度 - 2012年度
第1回  数学と楽しくつきあうには?
ピタゴラスの定理, 円の面積, あみだくじ, サイクロイド, 和算と関孝和, だ円, 回転ドリルで三角形の穴
第2回  数の表し方
10進数, 12進数, 60進数, 2進数と指数,『さくらぎの ふみやいづれと おぼろげも はなにありしを かずへてぞうる(『塵劫記』より)』
第3回  倍数・約数と余り(1)
バーコードとチェックディジット, 素因数分解, 倍数の見分け方(2/5/4/9), 13年ゼミ, 素数と最小公倍数・最大公約数
第4回  倍数・約数と余り(2)
九去法, 曜日計算
第5回  遊びの中の数学
線対称, 関孝和の『算脱之法』
第6回  文字と方程式
和文数訳, ディオファントスの一生, 2桁の数字の特徴, 連立方程式
第7回  位置の特定のしかた 〜GPSのしくみ〜
必要条件, GPS,双曲線航法,立方体カレンダー
第8回  三平方の定理とピタゴラス
ピタゴラスの定理を相似 と面積 で証明, 三角形の内角の和, らせんの長さ
第9回  数の視覚化
三角数, 四角数, ピタゴラスの数
第10回  利息の計算(1) 〜割合と比率〜
4割引きと5割還元, 百分率と百万分率, こう配
第11回  利息の計算(2) ～ローンの計算～
単利と複利, 江戸時代の職業"札差", 元金均等返済と元利均等返済
第12回  あみだくじの数理
あみだくじが定める置換, 偶置換と奇置換
第13回  道の面積
曲がった道の面積, CDの録音時間, ビリヤードの玉の動き
第14回  図形の面積と体積
十四面体の体積, 球の面積, 正方形の三等分, 球の表面積, 角すいの体積, 球の体積
第15回  資料の整理と傾向の把握(1) ～統計データとそのグラフ化～
度数分布表, 散布図, 相関, 回帰曲線
第16回  資料の整理と傾向の把握(2) ～データの代表値と散らばり具合を示す量～
代表値, ヒストグラム, 分散, 標準偏差, ポアソン分布
第17回  資料の整理と傾向の把握 〜標本調査〜

第18回  最短経路

第19回  美術と数学

第20回  音楽と数学

## スタッフ
- 制作 : NHKエデュケーショナル
- 制作・著作 : NHK

## 関連書籍
- 飯高茂、松本幸夫 編『数学基礎』東京書籍、89頁。 NCID BA63417666。